# Zento Uno
Zento Uno (Fukushima, 20 de noviembre de 2003) es un futbolista japonés que juega en la demarcación de centrocampista para el Shimizu S-Pulse de la J1 League.

## Selección nacional
Tras jugar en las categorías inferiores de la selección, finalmente hizo su debut con la selección absoluta de Japón el 12 de julio de 2025 contra China en un partido del Campeonato de Fútbol de Asia Oriental de 2025 que finalizó con un resultado de 2-0 a favor del combinado japonés tras los goles de Henry Heroki Mochizuki y Mao Hosoya.

## Clubes
| Club              | País  | Año       | Partidos | Goles |
| ----------------- | ----- | --------- | -------- | ----- |
| FC Machida Zelvia | Japón | 2022-2024 | 35       | 3     |
| Shimizu S-Pulse   | Japón | 2024-     | 35       | 2     |

## Palmarés

### Títulos internacionales
| Título                                | Equipo             | Sede          | Año  |
| ------------------------------------- | ------------------ | ------------- | ---- |
| Campeonato de Fútbol de Asia Oriental | Selección de Japón | Corea del Sur | 2025 |